# Архитектура Японии
В архитектуре Японии заметны заимствования из китайской архитектуры. В отличие от китайских и созданных в Японии под влиянием китайского стиля зданий, для типично японских сооружений характерна асимметрия.
В целом, для японской архитектуры характерно стремление к простоте. Постройки светлые и открытые, в основном состоят из прямоугольных элементов.
Для традиционной японской архитектуры вплоть до периода Мэйдзи основным строительным материалом являлось дерево. Причинами использования деревянных конструкций были доступность и простота изготовления. Изогнутые крыши в первую очередь связанны с тем, что они сделаны из свежего бамбука. При засыхании бамбук закручивается и становится твёрдым. Кроме того, деревянные конструкции лучше подходили для японского климата, позволяли обеспечить естественную вентиляцию помещений, а также позволяли легко переместить сооружение, разобрав его и собрав на новом месте.
Традиционные деревянные жилые дома простых японцев, называемые минка (яп. 民家), максимально приспособлены к климату страны. Одно- или двухэтажная минка имеет прочную каркасную конструкцию из толстых балок с несущей колонной в центре дома и раздвижными дверями. Стены не являются несущими, внутреннее пространство делится на отдельные помещения с помощью передвижных ширм. В таких домах жили крестьяне, ремесленники и торговцы. В настоящее время минка сохранились только в сельской местности.

## Древняя японская архитектура
Сохранившиеся образцы архитектуры древней Японии до IV века практически отсутствуют. Сведений об архитектуре этого периода в древних японских текстах «Кодзики» и «Нихон сёки» очень мало. Внешний вид строений ранней Японии обычно воссоздают по найденным глиняным моделям жилых домов ханива и рисункам на бронзовых зеркалах.
Раскопки и исследования показывают, что сооружения раннего периода японской истории, называемые «татэ-ана дзюкё» («жилища из ям»), представляли собой землянки с крышей, покрытой соломой и ветками. Крыша поддерживалась с помощью каркаса из деревянных опор. Позже появляются постройки на сваях такаюка, используемые в качестве зернохранилища. Конструкция помогала предотвратить порчу запасов зерна от наводнений, сырости и грызунов. Такого же типа дома строили для старейшин племён.
| | |                                                       |            |
| Примеры реконструированных зданий периода Яёй                                                             | Примеры реконструированных зданий периода Яёй                                                             | Примеры реконструированных зданий периода Яёй         | Ханива-дом |
| Реконструкция жилищ и наблюдательной вышки на стоянке Ёсиногари, недалеко от города Тоса, префектура Сага | Реконструкция жилищ и наблюдательной вышки на стоянке Ёсиногари, недалеко от города Тоса, префектура Сага | Реконструкция жилищ, город Сэтоути, префектура Окаяма |            |

В третьем веке н. э. с наступлением периода Кофун в районах Осаки и Нары в большом количестве сооружались огромные курганы, служившие гробницами для правителей и местной знати. В настоящее время в Японии обнаружено более 10 тыс. курганов.
Эти сооружения имели круглую форму, позднее — форму замочной скважины и часто окружались рвами с водой по периметру. Один из самых известных сохранившихся курганов находится в городе Сакаи, префектура Осака, считается что это усыпальница императора Нинтоку. Это самый крупный курган в Японии, его размеры составляют 486 метров в длину и 305 метров в ширину.
В I—III веках складывается традиция сооружения синтоистских святилищ, представляющих собой комплекс симметрично расположенных строений. Собственно синтоистский храм представляет собой деревянное неокрашенное сооружение прямоугольной формы на сваях с массивной двускатной крышей. Стили — симмэй (Исэ), тайся (Идзумо), сумиёси (Сумиёси) и другие.
Особенностью синтоистских храмов являются ворота тории (яп. 鳥居) при входе в храм. Тории не имеют створок, по форме напоминают букву «П» с двумя верхними перекладинами. Перед святилищем могут быть расположены одни или несколько ворот тории.
В соответствии с принципом всеобщего обновления синтоистские храмы регулярно перестраиваются с использованием тех же материалов. Так святилище Исэ-дзингу, основная синтоистская святыня Японии, посвященное богине Аматэрасу, полностью перестраивается каждые 20 лет.
Начиная с середины VI века в Японии распространяется буддизм, завезённый из корейского государства Пэкче.
Буддизм оказал сильное влияние на архитектуру этого периода. Одним из важнейших изменений стало использование каменного фундамента. Первые буддистские религиозные постройки представляли собой практически точные копии китайских образцов. Расположение строений производилось с учётом гористого ландшафта, в расчёт бралась больше совместимость с природой. Влияние буддизма на архитектуру синтоистских храмов выразилось в увеличении декоративных элементов, строения окрашивали в яркие цвета, дополняли металлическими и деревянными украшениями.
Одной из самых древних из сохранившихся деревянных построек в мире считается буддийский храм Хорю-дзи (яп. 法隆寺) в городе Нара, построенный принцем Сётоку в 607 году.
Строения выполнены в архитектурном стиле китайской династии Тан, комплекс состоит из 41 отдельных строений.
Важнейшие из них — главный или Золотой зал (Кондо) и пятиярусная пагода высотой 32 метра. Храмовый комплекс Хорю-дзи внесён в список объектов всемирного наследия ЮНЕСКО.
Примером храмовой архитектуры XIII века служит буддистский храм Тодай-дзи в городе Нара, построенный в 745 году.
Храм считается самым крупным деревянным строением в мире.

- Примеры архитектурных памятников эпохи Хэйан
- Храм Феникса (храм Хоодо) в монастыре Бёдо-ин
- Украшение на крыше храма Хоодо
- Храм Дайго-дзи в Киото

## Японская средневековая архитектура

### Камакура и Муромати
- Кинкаку-дзи (Золотой павильон), Киото
- Гинкаку-дзи (Серебряный павильон)
- Сад камней в Рёан-дзи

### Адзути-Момояма
- Замок Мацумото
- Замок Химэдзи
- Замок Нидзё
- Замок Осака

### Период Эдо
- Павильон Сёкинтэй во дворце Кацура
- Замок Хиросаки

## Архитектура периода Мэйдзи
В эпоху Мэйдзи в Японию проникает западная (европейская и американская) архитектура. После заключения неравных ансайских договоров в «договорных портах» возникают экстерриториальные поселения иностранцев, например иностранное поселение Кобе. Эти поселения застраиваются домами в европейском стиле. Такие дома в европейском архитектурном стиле, в которых жили европейцы и американцы, постоянно проживающие в Японии, получают название идзинкан. Застройка «идзикан» сохранилась в районе Кобе Китано-тё. Аналогичный район Яматэ есть в Иокогаме.
Здания в западном или смешанном западно-японском стиле строятся и для нужд Японии. Примером является школа Кайти в Мацумото. В Японии начинают работать иностранные архитекторы, например Джеймс Гардинер. В 1873 году в Токио открылся Императорский технический колледж — первое высшее техническое заведение Японии, где в том числе готовили и архитекторов. Архитектуру в колледже преподавал Джосайя Кондер. Выпускники колледжа, его ученики Тацуно Кинго, Катаяма Токума, Сонэ Тацудзо, Сатати Ситидзиро и Симона Кикутаро стали первым японскими архитекторами, овладевшими принципами западной архитектуры. Примеры их работ — дворец Акасака, резиденция Дзинпукаку (Катаяма Токума).
Примеры архитектуры эпохи Мэйдзи можно увидеть в музее под открытым небом Мэйдзи-мура.
- Здание Парламента Японии

## Архитектура периодов Тайсё и раннего Сёва (до Второй мировой войны)
В начале XX века в Японии продолжали пользоваться популярностью различные течения европейской архитектуры, такие как неостили и эклектика. Примером может служить Мемориальный зал открытия порта Иокогамы, построенный в 1917 году (неоренессанс).
Иностранные архитекторы продолжили играть важную роль в развитии японской архитектуры и после Первой Мировой войны. Одним из них был чешский архитектор Ян Летцель, который построил в Японии более сорока зданий, однако почти все они были уничтожены Великим землетрясением Канто в 1923 году. Сохранились руины Выставочного центра торгово-промышленной палаты Хиросимы (1915 год). Здание было большей частью разрушено атомной бомбардировкой Хиросимы, в настоящее время это Мемориал мира в Хиросиме.
Одним из важнейших пионеров современной архитектуры в Японии был Антонин Раймонд (родился в Австро-Венгрии, этнический чех, позднее получил гражданство США). Раймонд сотрудничал с Фрэнком Ллойдом Райтом, по проекту которого в Токио был построен отель «Империал» (не сохранился, входная группа перенесена в музей под открытым небом Мэйдзи-мура). Благодаря Раймонду, испытавшему влияния Ле Корбюзье, в Японию начали проникать идеи модернизма. Важнейшим японским архитектором-модернистом стал Кунио Маэкава, бывший учеником Раймонда.
В 1930-х годах на волне национализма в Японии сформировался стиль Тэйкан-дзукури, «стиль имперской короны», в котором европейский неоклассицизм сочетался с элементами традиционной архитектуры. Памятники этого стиля сохранились не только в самой Японии, но и на территориях бывшей Японской империи — Корее (Сеульская библиотека), Тайване (Исторический музей Гаосюна, первоначально — администрация Гаосюна), Сахалине (Сахалинский государственный областной краеведческий музей).

## Современная японская архитектура (после Второй мировой войны)
Новые технологии оказали существенное влияние на архитектуру Японии. Необходимость заново строить разрушенные после Второй мировой войны города дала большой стимул для развития японской архитектуры. При этом отстроенные заново города сильно отличались от довоенных. В результате освоения западных технологий строительства и материалов новые сооружения из стали и бетона сильно отличались от традиционных японских зданий.
Важнейшими архитекторами первых послевоенных десятилетий были Кунио Маэкава, Кэндзо Тангэ. В 50-70-х годах в Японии развивалось архитектурное течение метаболизм, получившее всемирную известность. Позднее всемирную известность (Притцкеровская премия 1995 года) приобрёл Тадао Андо (начало профессиональной деятельности — 1969 год).
- Здание штаб-квартиры Fuji TV на острове Одайба (арх. Кэндзо Тангэ)
- Токийское столичное правительственное здание